# Горбатов, Пётр
Пётр Горбатов (род. 1945, Новосибирск) — советский боксёр, серебряный призёр чемпионатов СССР, бронзовый призёр чемпионата Европы, мастер спорта СССР международного класса. Родился и жил в Новосибирске. Представлял клуб «Трудовые резервы», а с 1964 года — «Динамо». Выступал в весовых категориях до 51 и до 54 кг.

## Спортивные результаты
- Чемпионат СССР по боксу 1966 года — ;
- Чемпионат СССР по боксу 1970 года — ;

## Память
С 2007 года в Новосибирске проводится открытый чемпионат города по боксу памяти Петра Горбатова.